# Michael A. Monsoor
Michael Anthony Monsoor (ur. 5 kwietnia 1981 w Long Beach, zm. 29 września 2006 w Ar-Ramadi) – amerykański żołnierz sił specjalnych Navy SEAL amerykańskiej marynarki wojennej, poległy w Iraku, poświęcając życie w obronie towarzyszy.

## Życiorys
Monsoor został pośmiertnie odznaczony Medalem Honoru – najwyższym amerykańskim odznaczeniem bojowym, za bohaterstwo okazane 29 września 2006 roku w mieście Ramadi w Iraku. Tego dnia Monsoor wraz z trzema innymi żołnierzami amerykańskimi i ośmioma irackimi zajmował pozycję na stanowisku snajperskim, gdy bojownik iracki wrzucił na ich pozycję granat, który uderzył Monsoora w pierś i upadł u jego stóp. Monsoor, który znajdował się najbliżej wyjścia, i który jako jedyny mógł uniknąć wybuchu, natychmiast padł na granat, aby osłonić pozostałych żołnierzy przed eksplozją. Zmarł około 30 minut później na skutek odniesionych obrażeń, poświęcając swoje życie, aby uratować swoich współtowarzyszy. W wyniku wybuchu zostało rannych dwóch kolejnych żołnierzy.
Monsoor jest trzecim żołnierzem amerykańskim, który za swoje bohaterstwo podczas II wojny w Zatoce Perskiej został odznaczony Medalem Honoru.
Jego imieniem nazwano amerykański niszczyciel USS Michael Monsoor.

## Odznaczenia
- Medal Honoru
- Srebrna Gwiazda
- Brązowa Gwiazda z wyróżnieniem
- Purpurowe Serce
- Combat Action Ribbon(inne języki)